# Krasnaje Sieliszcza
Krasnaje Sieliszcza (biał. Краснае Селішча; ros. Красное Селище, Krasnoje Seliszcze) – osiedle na Białorusi, w obwodzie homelskim, w rejonie homelskim, w sielsowiecie Ziabrauka.
W pobliżu znajduje się nieczynne lotnisko wojskowe Ziabrauka.